# فرهنگ جنوب ایالات متحده آمریکا

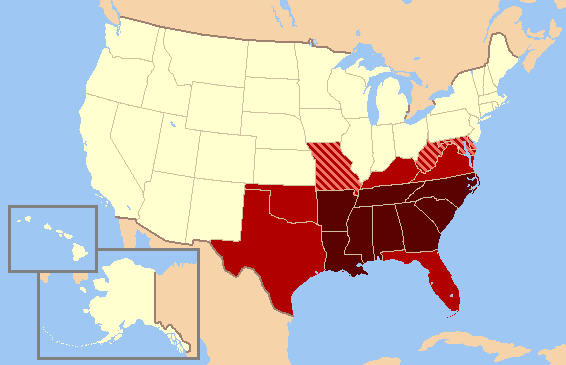
ایالات با رنگ قرمز تیره معمولاً در تعاریف امروزی جنوب ارائه می‌شوند، در حالی که موارد با رنگ قرمز غالباً شامل می‌شوند. ایالات راه راه را گاهی جنوبی می‌دانند.

فرهنگ جنوب ایالات متحده یا فرهنگ جنوب، خرده فرهنگ ایالات متحده است. ترکیبی از تاریخ منحصر به فرد آن و این واقعیت که بسیاری از جنوبی‌ها هویتی جدا از سایر کشور را حفظ می‌کنند و حتی آن را پرورش می‌دهند باعث شده‌است که این منطقه بیشترین مطالعه و نوشتارها را در مورد ایالات متحده به خود اختصاص دهد.
به دلیل نقش اصلی کشاورزی و برده داری در اقتصاد قبل از جنگ داخلی، جامعه همچنان بر اساس مالکیت زمین طبقه‌بندی شده بود و جوامع اغلب وابستگی شدیدی به کلیساهای خود به عنوان نهاد اولیه جامعه داشتند.
جنوب از تأثیرات فرهنگی فراوان خود، آداب و رسوم، گویش‌ها، هنرها، ادبیات، آشپزی، رقص و موسیقی منحصر به فرد خود را ایجاد کرد.

## گویش جنوبی

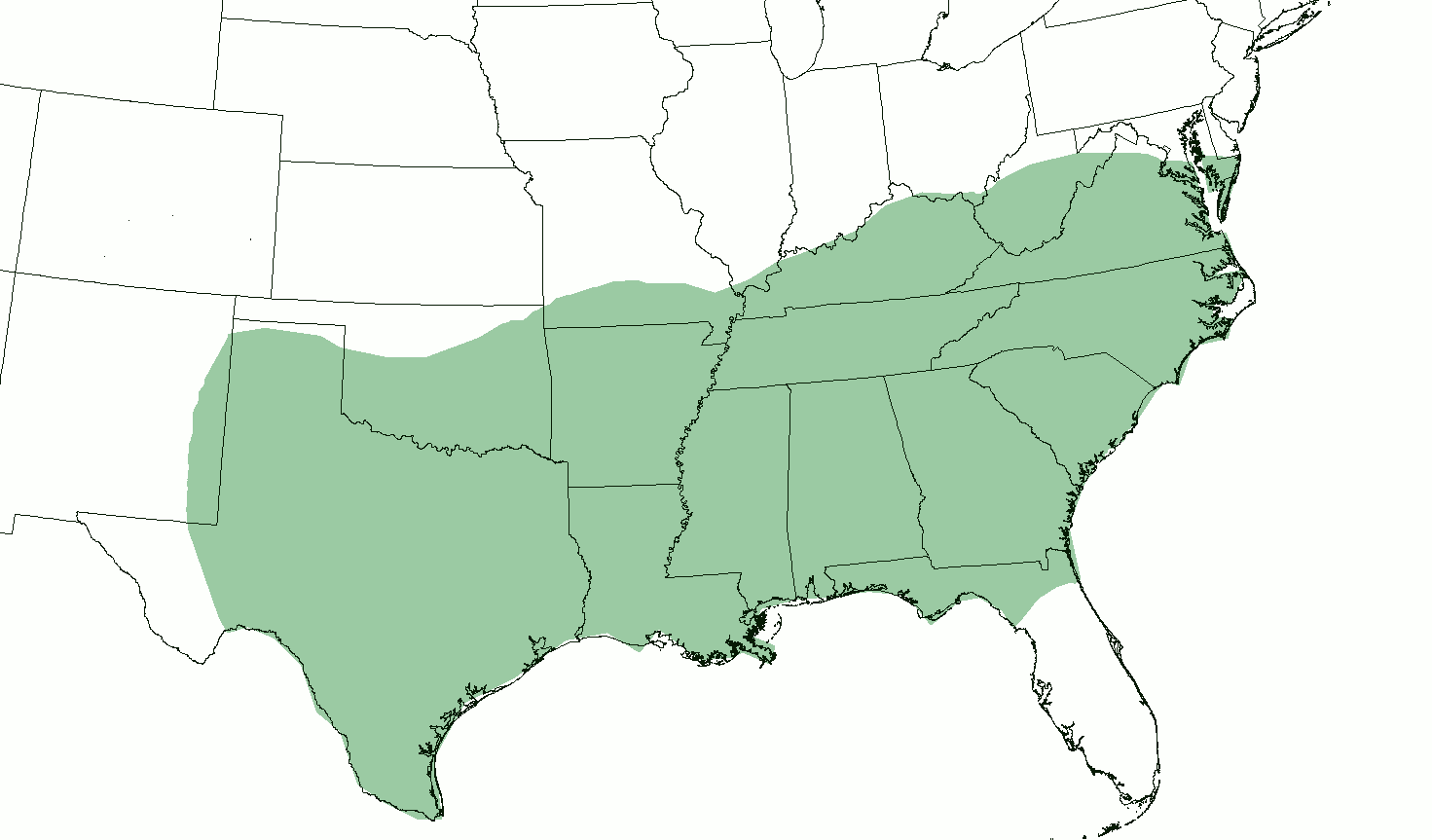
حد و حدود تقریبی انگلیسی آمریکایی جنوبی، براساس مطالعات گویشی متعدد.

انگلیسی آمریکایی جنوبی گروهی از گویشهای زبان انگلیسی است که در سراسر ایالت‌های جنوبی ایالات متحده، از ویرجینیای غربی و کنتاکی گرفته تا ساحل خلیج و از ساحل میانه آتلانتیک گرفته تا بیشتر تگزاس و اوکلاهما بدان صحبت می‌شود.

## غذا

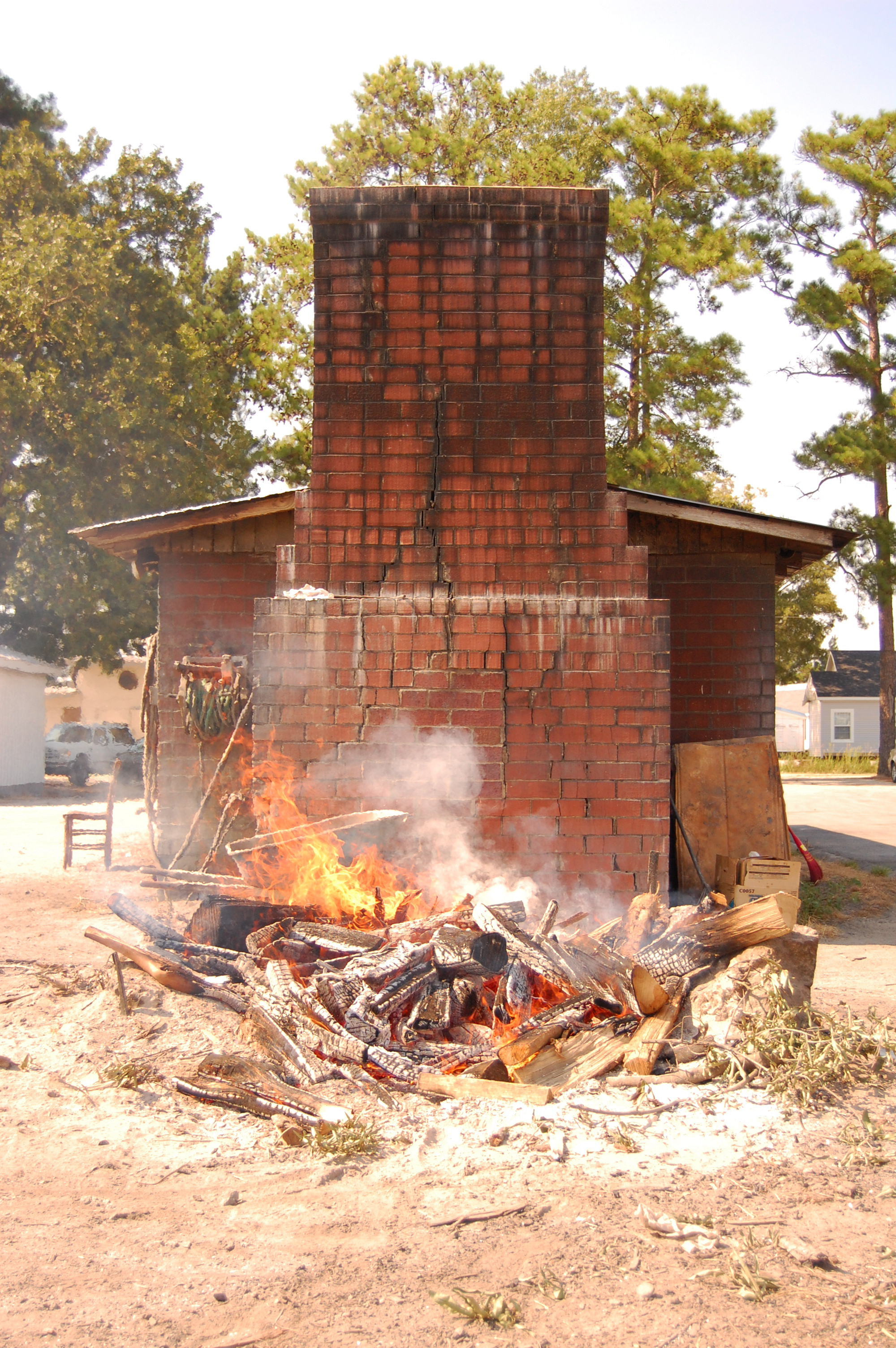
یک گودال باربیکیوی با چوب در باربیکیوی ویلبر - گلدزبورو، کارولینای شمالی

### نوشیدن

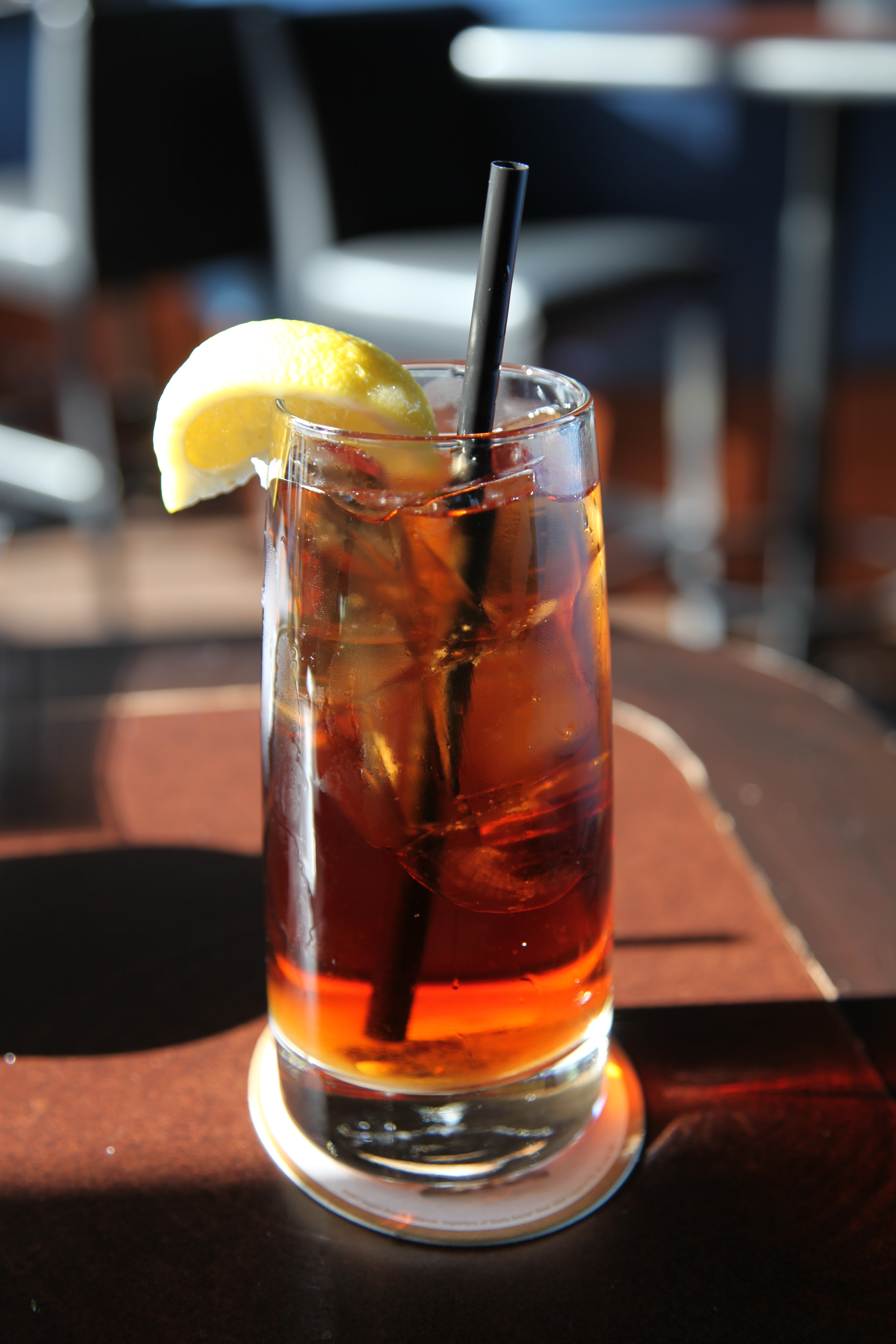
چای یخی با لیمو

## ادبیات
مارک تواین در منطقه لیتل دیکسی میسوری از پدر و مادری که به تازگی از تنسی مهاجرت کرده‌اند متولد شد، اغلب در پانته آ نویسندگان بزرگ جنوبی قرار می‌گیرد. بسیاری از آثار وی دانش گسترده وی از رودخانه می‌سی‌سی‌پی و جنوب را نشان می‌دهد. بی عدالتی برده داری و فرهنگ اخلاق عمومی پروتستان نیز در آثار وی گنجانده شده‌است.
یکی از شناخته شده‌ترین نویسندگان جنوبی قرن ۲۰ ویلیام فاکنر است که در سال ۱۹۴۹ برنده جایزه نوبل ادبیات شد. فاکنر تکنیک‌های جدیدی مانند جریان هوشیاری و تکنیک‌های پیچیده را برای نوشتن آمریکایی‌ها به ارمغان آورد (مانند رمان " من می‌خوابم در خواب"). فاکنر بخشی از جنبش رنسانس جنوبی بود.
رنسانس جنوبی (همچنین به نام تجدید حیات جنوبی) احیای مجدد ادبیات جنوب آمریکا بود که در دهه ۱۹۲۰ و ۱۹۳۰ با حضور نویسندگانی مانند فاکنر، کارولین گوردون، الیزابت مادوکس رابرتز، کاترین آن پورتر، آلن تیت، آغاز شد. تنسی ویلیامز، و رابرت پن وارن، از جمله دیگران.

## موسیقی

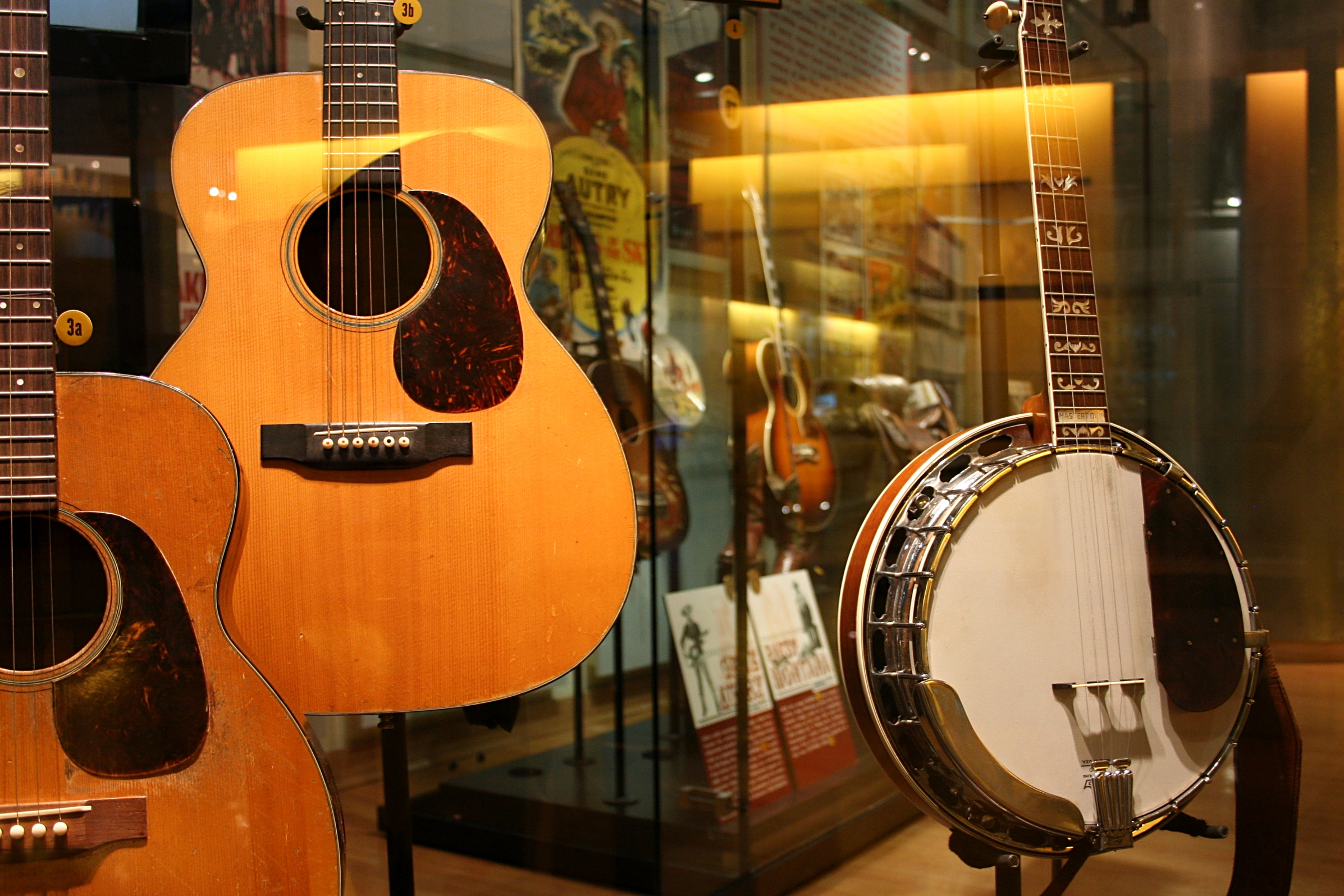
موسیقی کانتری از جنوب ایالات متحده آغاز شد و صنعت موسیقی کانتری در نشویل، تنسی مستقر است

میراث موسیقی جنوب توسط سفید پوستان و سیاه پوستان توسعه یافت، هر دو به‌طور مستقیم و غیرمستقیم بر یکدیگر تأثیر داشتند.

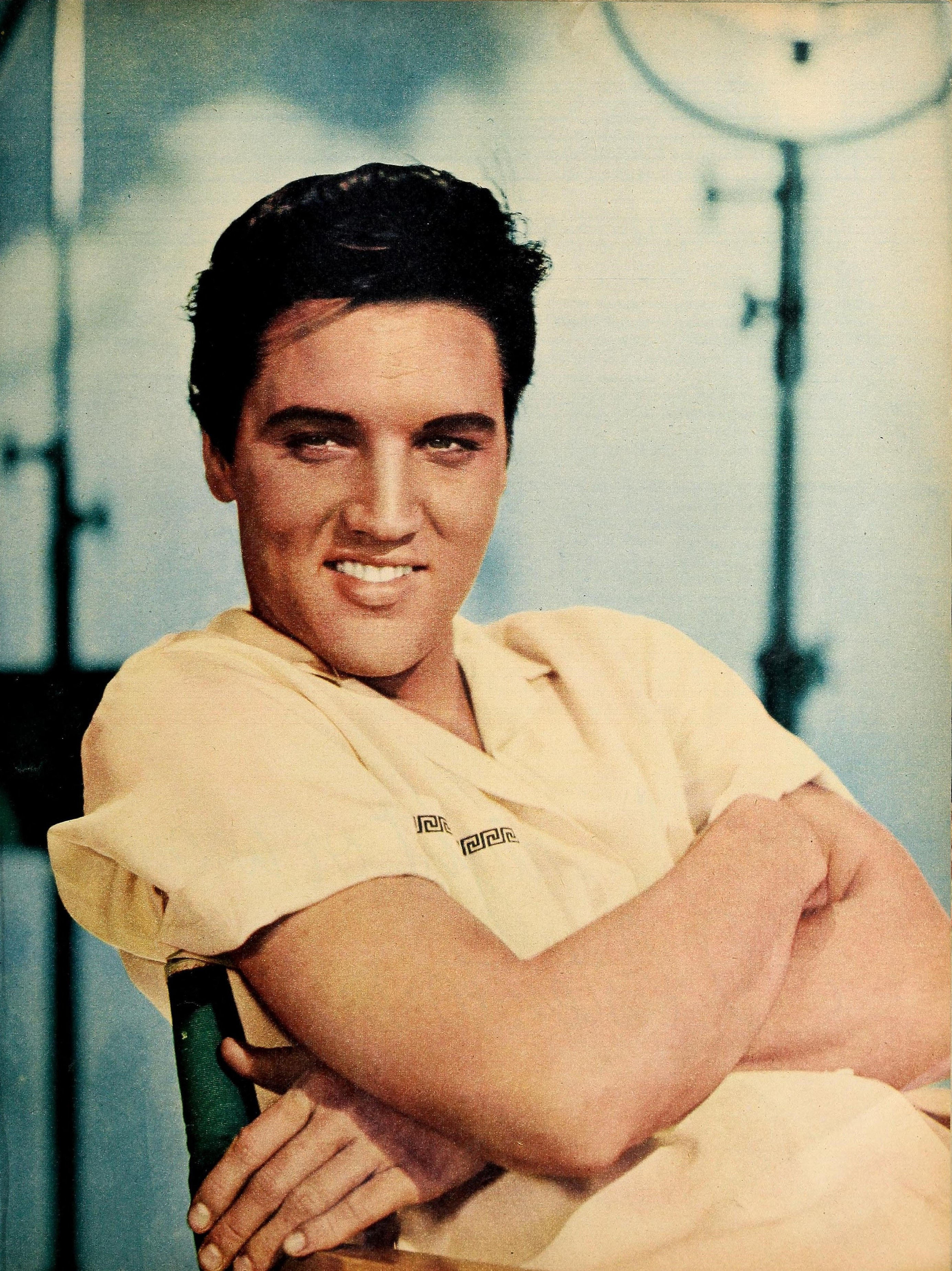
الویس پریسلی نوازنده برجسته راک اند رول اهل جنوب است

## ورزش‌ها

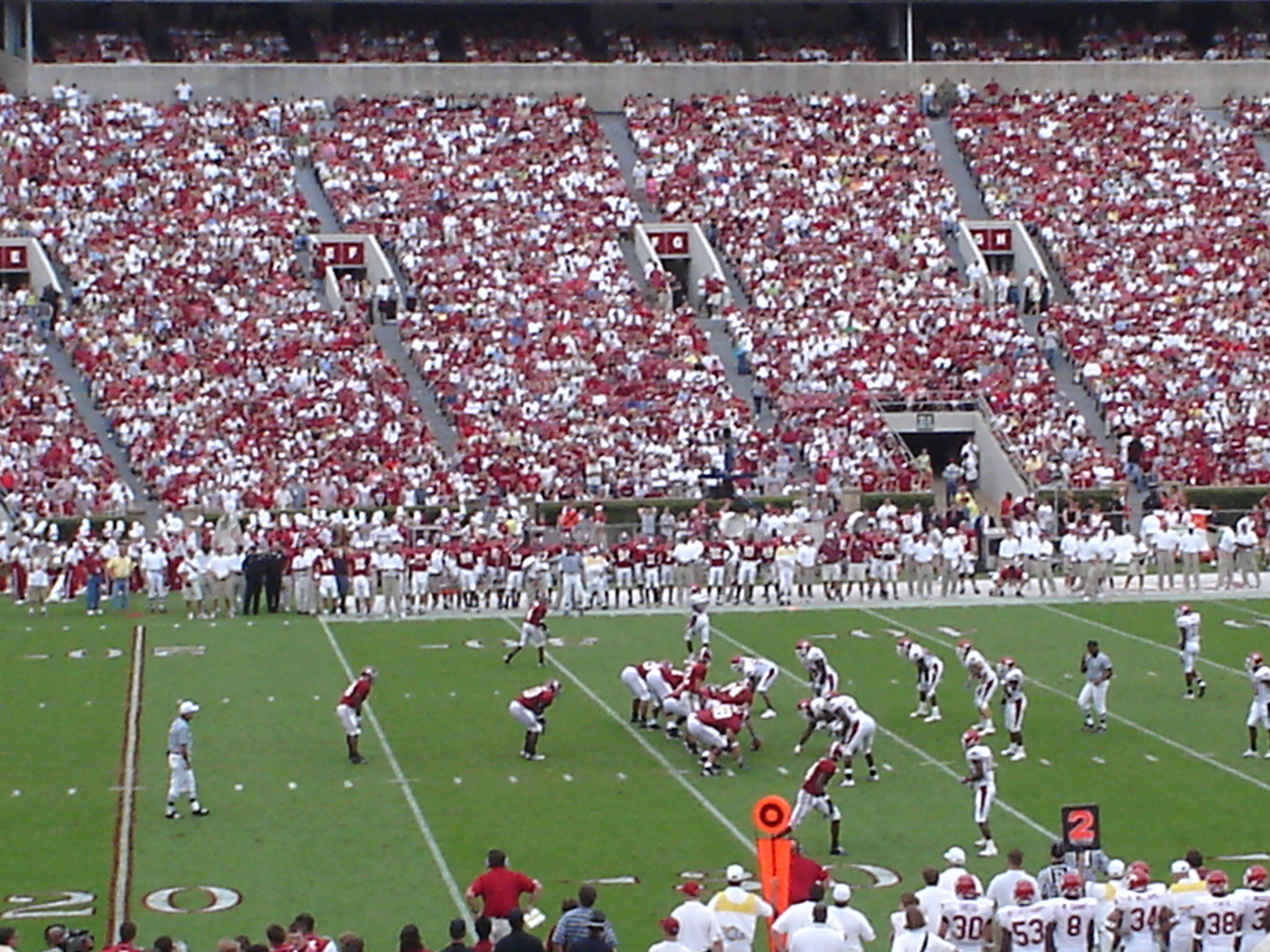
بازی فوتبال کالج بین تیم‌های آلاباما کریمسون تاید و آرکانزاس رازوربکس در سال ۲۰۰۵.

## فیلم
بسیاری از فیلم‌های تحسین شده منتقدان در زمینه فرهنگی جنوب رخ می‌دهند. یک لیست جزئی از این فیلم‌ها دنبال می‌شود - برای لیست کامل تر سینمای جنوب، به لیست فیلم‌های واقع در جنوب ایالات متحده مراجعه کنید.
- بربادرفته (فیلم ۱۹۳۹) (۱۹۳۹)
- گوزن یک‌ساله (۱۹۴۶)
- ترانه جنوب (۱۹۴۶)
- تمام مردان شاه (فیلم ۱۹۴۹) (۱۹۴۹)
- اتوبوسی به نام هوس (فیلم ۱۹۵۱) (۱۹۵۱)
- رود وحشی (فیلم ۱۹۶۰) (۱۹۶۰)
- کشتن مرغ مقلد (فیلم) (۱۹۶۲)
- هاد (فیلم) (۱۹۶۳)
- بازماندگان (فیلم ۱۹۷۲) (۱۹۷۲)
- صورت‌زخمی (فیلم ۱۹۸۳) (۱۹۸۳)
- رنگ ارغوانی (فیلم) (۱۹۸۵)
- میسیسیپی می‌سوزد (۱۹۸۸)
- رانندگی برای خانم دیزی (۱۹۸۹)
- ماگنولیاهای فولادی (۱۹۸۹)
- گوجه‌فرنگی‌های سبز سرخ‌شده (۱۹۹۱)
- فارست گامپ (۱۹۹۴)
- Jason's Lyric (1994)
- ارواح میسیسیپی (۱۹۹۶)
- زمانی برای کشتن (فیلم ۱۹۹۶) (۱۹۹۶)
- جویبار ایو (۱۹۹۷)
- ای برادر، کجایی؟ (۲۰۰۰)
- خانه شیرینم آلاباما (فیلم) (۲۰۰۲)
- ماهی بزرگ (۲۰۰۳)
- دفترچه خاطرات (فیلم ۲۰۰۴) (۲۰۰۴)
- ری (فیلم) (۲۰۰۴)
- مهمانان ناخوانده عروسی (۲۰۰۵)
- مورد عجیب بنجامین باتن (۲۰۰۸)
- نقطه کور (فیلم ۲۰۰۹) (۲۰۰۹)
- خدمتکاران (فیلم) (۲۰۱۱)
- جانوران حیات وحش جنوب (۲۰۱۲)
- بی‌قانون (فیلم ۲۰۱۲) (۲۰۱۲)
- ماد (فیلم) (۲۰۱۳)
- ۱۲ سال بردگی (۲۰۱۳)
- ویژه نیمه‌شب (۲۰۱۶)
- فقط رحمت (۲۰۱۹)

## تصاویر محبوب جنوبی‌ها
از اوایل قرن نوزدهم، جنوبی‌ها سوژه کلیشه‌ها، لقب‌ها و تمسخرها قرار گرفته‌اند. اثراتی از این در رسانه‌ها وجود دارد که معمولاً به شکل طنزآمیز است، مانند مجموعه تلویزیونی دهه ۱۹۶۰، " بورلی هیل بیلی "، یک کمدی موقعیتی، که ناهماهنگی فرهنگی یک خانواده فقیر جنگلی را نشان می‌دهد که پس ازکشف نفت در زمینشان به کالیفرنیای مرفه می‌روند. بسیاری از سفیدپوستان فقیر جنوبی این کلیشه‌ها را مسخره می‌کنند. تصاویر به‌طور معمول جنوبی‌ها را آرام، مهمان نواز، سرگرم‌کننده و بی دغدغه - و تنبل نشان می‌دهد. لقب خصمانه " وایت ترَش " در میان بردگان خانگی در دهه ۱۸۳۰ برای تمسخر سفیدپوستان با درآمد کم یا سطح اخلاقی پایین به وجود آمد.

## بیشتر خواندن
- Numan V. Bartley, ed. (1988). The evolution of Southern culture. آتن، جورجیا: دانشگاه جورجیا. ISBN 0-8203-0993-1.
- Boles, John B. (2004) [2002]. A companion to the American South. ملدن، ماساچوست: Blackwell. ISBN 0-631-21319-8.
- Botkin, B. A. A Treasury of Southern Folklore: Stories, Ballads, Traditions, and Folkways of the People of the South (1949)
- Cash, W. J. The Mind of the South (1941)
- Cobb, James C. Away Down South: A History of Southern Identity (2005)
- Fischer, D. H. Albion's seed: Four British folkways in America Oxford University Press 1989
- Gorn, E. J. "Gouge, and bite, pull hair and scratch: The social significance of fighting in the southern backcountry". American Historical Review (1985). 90:1, 18–43.
- Gray, Richard and Owen Robinson, eds. A Companion to the Literature and Culture of the American South (2004)
- Harkins, Anthony. Hillbilly: A Cultural History of an American Icon Oxford University Press, 2004
- Suzanne W. Jones and Sharon Monteith, eds.South to a New Place: Region, Literature, Culture Louisiana State University Press, 2002.
- Joyner, Charles W Traditions: Southern History & Folk Culture 1999
- Lowe, John, and Fred Hobson, eds. Bridging Southern Cultures: An Interdisciplinary Approach (2005)
- McWhiney, Grady. Cracker Culture: Celtic Ways in the Old South University of Alabama Press, 1989
- Naipaul, V. S. A turn in the South (1989).
- Ownby, Ted. Subduing Satan: Religion, Recreation, and Manhood in the Rural South, 1865–1920 University of North Carolina Press, 1990
- Pilcher, Jeffrey M. "Tex-Mex, Cal-Mex, New Mex, or Whose Mex? Notes on the Historical Geography of Southwestern Cuisine" Journal of the Southwest, Vol. 43, 2001
- Reed, John Shelton. The Enduring South: Subcultural Persistence in Mass Society (1986) (شابک ‎۰-۸۰۷۸-۴۱۶۲-۵)
- Reed, John Shelton. My Tears Spoiled My Aim: And Other Reflections on Southern Culture (1993) (شابک ‎۰−۸۲۶۲−۰۸۸۶-X)
- Reed, John Shelton and Dale Volberg Reed, 1001 Things Everyone Should Know About the South (1996)
- Smith, Jon. Finding Purple America: The South and the Future of American Cultural Studies (U of Georgia Press, 2013). 208 pp.
  - Online review by Annette Trefzer, Dec 2013
- Volo, James M. , and Dorothy Denneen Volo, eds. ; The Antebellum Period Greenwood Press, 2004
- Wilson, Charles R.; William R. Ferris (1989). Encyclopedia of Southern culture. چپل هیل، کارولینای شمالی: University of North Carolina. ISBN 0-8078-1823-2.
- Wyatt-Brown, B. (2001). The Shaping of Southern Culture: Honor, Grace, and War, 1760s–1890s
- Zelinsky, Wilbur (1973). The cultural geography of the United States. Prentice-Hall.